# Natalja Szergejevna Goncsarova
Natalja Szergejevna Goncsarova (oroszul: Наталья Сергеевна Гончарова; Nyecsajevo, 1881. június 16. – Párizs, 1962. október 17.) orosz festőművész.

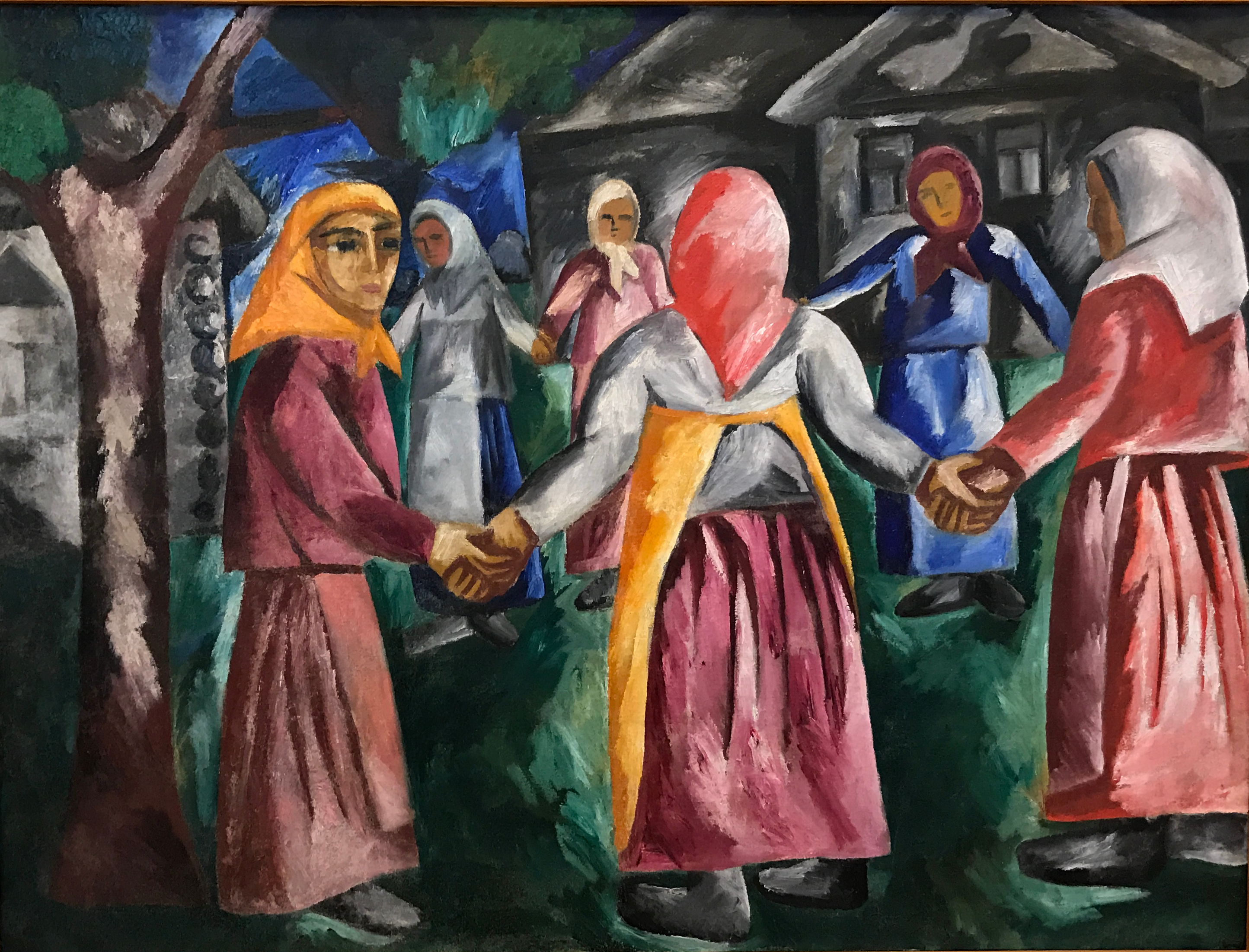

## Művészete
Goncsarova mindenekelőtt festő, de munkássága műfajilag igen változatos: dekorációk és kosztümtervek, portrék, plakátok és könyvillusztrációk. Férjével, Mihail Fjodorovics Larionovval együtt egy új orosz művésznemzedék elindítójává vált. Érett munkái eredeti módon ötvözik az orosz népművészet, a századforduló és az 1910-es, 20-as évek művészeti irányzatainak értékeit.

## Életrajz
1881-ben született elszegényedett földbirtokos család gyermekeként. A Goncsarovok több nemzedéken keresztül a cári udvar építészei voltak. Moszkvában végezte szakiskoláját, ahol az impresszionista szobrász, Trubeckoj növendéke volt, majd mint festő tanult tovább. A szín lehetőségeinek felismerése és természetszeretete volt az, ami a festészethez csábította. Korai művei Boriszov-Muszatov stilizáló impresszionizmusát követik, de nagyon sok fiatal orosz művész merített még belőle.
1906-tól készült munkáin kifinomult színvilág, lebegő könnyedség, derűs hangulat, felcsillanó humor kap helyet. Gyakran ábrázolja a vidéki földbirtokos-nemesi élet jeleneteit, életképeket, tájképeket és csendéleteket fest. A rafinált, gazdag színvilággal érdekes kontrasztot alkot a modellálás naiv frissessége.
Példaképe volt Paul Cezanne, Vincent van Gogh és Paul Gauguin mellett a nabis és a fauves csoport.
1962. október 12-én halt meg Párizsban. Hazája nemzeti művészetének értékeit egyéni módon ötvözte a kor európai törekvéseivel. A dinamikus, robbanékony Larionov mellett líraibb, szemlélődőbb alkatot képviselt. Aktív kölcsönhatásban volt környezetével, emberi és művészeti problémákra egyaránt érzékenyen reagált.

## Híres alkotásai
- Téli éjszaka: (1904)
- Ladizsinói táj: (1906) A harsogó lokálszínek teljesen eluralkodnak a képen. Sok szín és természettanulmány előzte meg a vásznat, melyeket Dél-Olaszországban és a Krímben festett.
- Önarckép sárga liliomokkal: (1907) A fauves csoport iránti érdeklődését tanusítja. Szorosan kapcsolódik korábbi oldott, eleven világához, de merészebb kivágásával, színmegoldásával új fejezetet jelez. Figyelő tekintetű, vidám, mesterkéletlen és kicsit suta mozdulat a festő önvallomása.
- Csendélet cipővel tükörrel: (1906)
- Csendélet ananásszal: (1908) Itt is a lokálszínek dominálnak. Az elemző látásmód, a síkszerűség törvényeinek figyelembevétele ellenére igazi látványfestészet ez.
- Napraforgók: (1908-1910)
- Kerti munkák: (1908) Fegyelmezettebbek és keményebb szerkesztésűek munkaábrázolásai. A téma a mezei és kerti munka, melynek később még jelentősebb szerepe lesz. Mozaikszerűen összerakott színfelületeket alakít ki, ezeket élénk színű kontúrok kapcsolják össze tárgyakká, figurákká. A cézanne-i képépítés elemei párosulnak az erős dekorativitással és elbeszélő hanggal.
- Korcsolyázó fiúk: (1908) Sajátos zsánerjelenetet hoz létre a tenyeres-talpas figurákkal. Igen kedvelte Pieter Bruegelt és 17. századi holland mestereket.
- A tél: (1908)
- A dér (1908-1911)

### A régi orosz festészet, a népművészet új utat mutat
1909 fordulópontot jelentett munkájában. Férjével együtt készített művei az új privitizmus francia irányzatának eredményeit hasznosították. Az erőteljes merész színeknek, stilizált, darabos formáknak, a hagyományos perspektívafelfogás mellőzésének azonban más forrása is volt. Felhasználták az orosz népművészetet, tanulmányozták a népi nyomatokat, hímzéseket, játékokat, fafaragásokat, cégtáblákat és az ikonokat. Goncsarova a régi orosz festészettel és a népművészettel együtt Oroszország népét is felfedezte a modern művészet számára. Az orosz parasztok életét, hitvilágát elevenítik meg paraszti, illetve vallási tematikájú művei. Sok műve áll közel a Der Blaue Reiter, de különösen a Die Brücke csoport alkotásaihoz, szögletes, robusztus parasztalakjaival, intenzív színkontrasztjaival.
Ekkor készített munkái:
- A kék ruhás nő a templomban: (1910) Egyszerre jellemzik az átmeneti korszak formai jegyei és az új tematika. A hideg kékben pompázó, eleven városi ruhás nő és a régi orosz templom félhomályából vörösen parázsló, komoly tekintetű, stilizált Madonnafej ellentéte Goncsarova művészetére tágabb értelemben is vonatkoztatható: jellemző rá a modern városi élet élményeinek feldolgozása és ezzel egyidejűleg a mély ragaszkodás a szülőföldhöz, nosztalgia, a patriarchális orosz életforma és régi hitvilág után.
- Pap macskával: (1910)
- Halászat: (1910) Kiegyensúlyozottabb, monumentálisabb felépítésű festmény, szintén a paraszti élet jelenetével. A táj nagyobb szerepet játszik és a színek itt is intenzívek, de gazdagabban árnyaltak. A cézanne-i színfoltokból való építkezés elvét követve hasonló tónusokat helyez egymás mellé. Erőteljes lila vagy fekete kontúrokat is alkalmaz.
- Birkózók: (1910)
- Mosás: (1910)
- Mihail Goncsarov: (1911)
- Páva erős napsütésben: (1911)
- Táncoló parasztok: (1911) Műveinek másik csoportját képviseli ez az erőteljes, világos és sötét kontúrral összefogott, a képfelületet nagyobbrészt betöltő alakábrázolás. A tiszta vörösek, kékek, sárgák összecsapása, a figurák jellegzetes pózai hozzák létre a kép hallatlan dinamikáját. A sommás, mozgássorozatokat sűrítő megformálás a népi fafaragásokra emlékeztet.
- Zsidó család: (1912) Közép-oroszországi orthodox zsidó közösségek tagjait, családjait ábrázoló képeit sajátos bensőséges hangulat, egyszerű formai megoldások jellemzik.
- Kirakat: (1912)
- Óra: (1912)
- A gyár: (1912)
- Larionov portréja: (1913)
- Tavasz: (1914)
- Biciklista: (1913) Naiv kubo-futurizmus jellemzi.
- Elektromos gép: (1913) A futurista témájú kép megoldása primitivista stílusára emlékeztet. Erős színeket, hol melegre, hol hidegre hangolt sajátos koloritot, dekoratív síkszerű elrendezést alkalmazott. A gépben nem a precíz technikát rögzítette, hanem mozgásában ragadta meg, premier plánba állította a szerkezetet, mintha organikus lénynek tekintené.
- A vasaló: (1913)
- Kék-zöld erdő: (1911-12)
- Macskák: (1912)
- Tükör: (1912)

### Ikonok hatása
Mindenkinél erősebben hatott rá az ikonok világa. Innen származnak élénk lokálszínei, az erős kontúrú síkformák, geometrikus törések. Az ikonok tartalmi oldalát, kontemplatív életideálját is kifejezte és feldolgozta.
- Főnix (1911) A teremtés c. sorozat egyik darabja lehetett, de ma már nehezen lehet azonosítani a sorozat többi tagját. Az apokalipszis ihlette, az újjáéledésével a feltámadást jelképezi a madár. Egy mesebeli tűzmadár színeiben jelenik meg.
- Arkangyal (1911)

### Az ikonfestészet motívumai
- Menekülés Egyiptomba: (1910)
- Evangelisták: (1911) A képet a vallás kigúnyolásával vádolták meg, sőt el is kobozták. A parasztokhoz hasonló figurák majd szétfeszítik a keskeny, magas vásznakat. Vaskosságukat kiemelik a súlyos, fémlemezszerű glóriák és az erős plaszticitású, nagy papírtekercsek. A színek és a figurák megformálása igen dekoratív, ugyanakkor az érzelmi kifejezést támasztja alá. Azért választotta a monumentális oltárkép formáját, hogy széles közönséghez ismerős nyelven szóljon. A kubizmus dinamikájával megfogalmazott paraszt szentjei robusztus megjelenésük ellenére tiszteletet parancsolnak és új ideált jelentenek.
- Szent Borbála vértanúsága: (1913)

Tudatosan dolgozott egyszerre több stílusban. „Azt állítom, hogy bármely tárgyhoz kifejezési formák végtelen sokasága kapcsolható, s mindegyik lehet egyaránt gyönyörű, függetlenül attól, hogy milyen elmélethez kötődik.” A modern technika korának művészetét akarta megteremteni férjével, melynek fő eszköze a tiszta szín. 1913-ban kiadott lucsista munkáikkal nem magukat a tárgyakat ábrázolták, hanem a rajtuk megtörő és róluk visszaverődő fénysugarakat. A kubizmushoz hasonlóan geometrikus rend szerint felbontott és újra felépített tárgyak a fénynyalábok között tűnnek fel. Goncsarova művei valóságos színorgiák, egy-egy színre, annak különböző tónusaira épülnek.
1913-ban Párizsba utazott, ahol Gyagilev híres balett együttesének készített díszlet és kosztümterveket. Már 1909-től dolgozott oroszországi színházak számára, de a párizsi siker után kapott igazán sok ajánlatot sok megbízást. 1915-ben végleg elhagyta Oroszországot, Svájcba utazott a Gyagilev társulattal. 1917 után egyre fontosabb szerepet játszott tevékenységében a színház és az alkalmazott grafika. Festészetének hanyatlásának egyik komoly oka, hogy külföldre került, hiszen művészetének alapvető vonásai, élményanyaga a régi Oroszországban gyökereztek. Színházi dekorációs és kosztümterveinek formai megoldását kubo-futuristának nevezhetnénk. A mértani elemekre bontott csipkékkel, virágokkal beszórt harsány színű felületek között felbukkan egy-egy arc, legyező. Minden dinamikát mozgást sugároz, erőteljes ritmust közvetít. Előfordul a plasztikus formálást hangsúlyozó kollázs is. Nem vonta ki magát a futurizmus és a dada mechanikus elemeinek hatása alól: geometrizáló, erősen síkszerű képeket festett.
A 30-as évek végétől oldott realisztikus csendéleteket, portrékat készített. Világszerte kedvelt színpadtervező maradt, balettek és operák számára készített fantáziagazdag terveket.
Az 50-es években új korszaka kezdődött, felfedezi és újrafesti néhány régi lucsista képét. Egyszerű, néhány geometrikus formából összeálló, hideg színekre épülő kompozíciói a kozmosz világát idézik.
- Fiatal nő kosztümterve az Aranykakashoz: (1914)
- Díszletterv a Trianához: (1917)
- Koreográfiai vázlatok a Menyegzőhöz: (1923)
- Tűzmadár, függönyterv: (1926)
- A háború misztikus képei: (1914)
- Narancshordó nő: (1916)
- Spanyol nő: (1916)
- Spanyol nők: (1920)
- Tavasz: (1918)
- Zöld-kék geometrikus akt: (1917-19)
- Fürdőző, lucsizmus: (1917-19)
- Fürdőzők: (1919)
- Váza lucsista virágokkal: (1919)
- Csendélet: (1920)
- Mangóliák: (1920)